# 澄泥砚

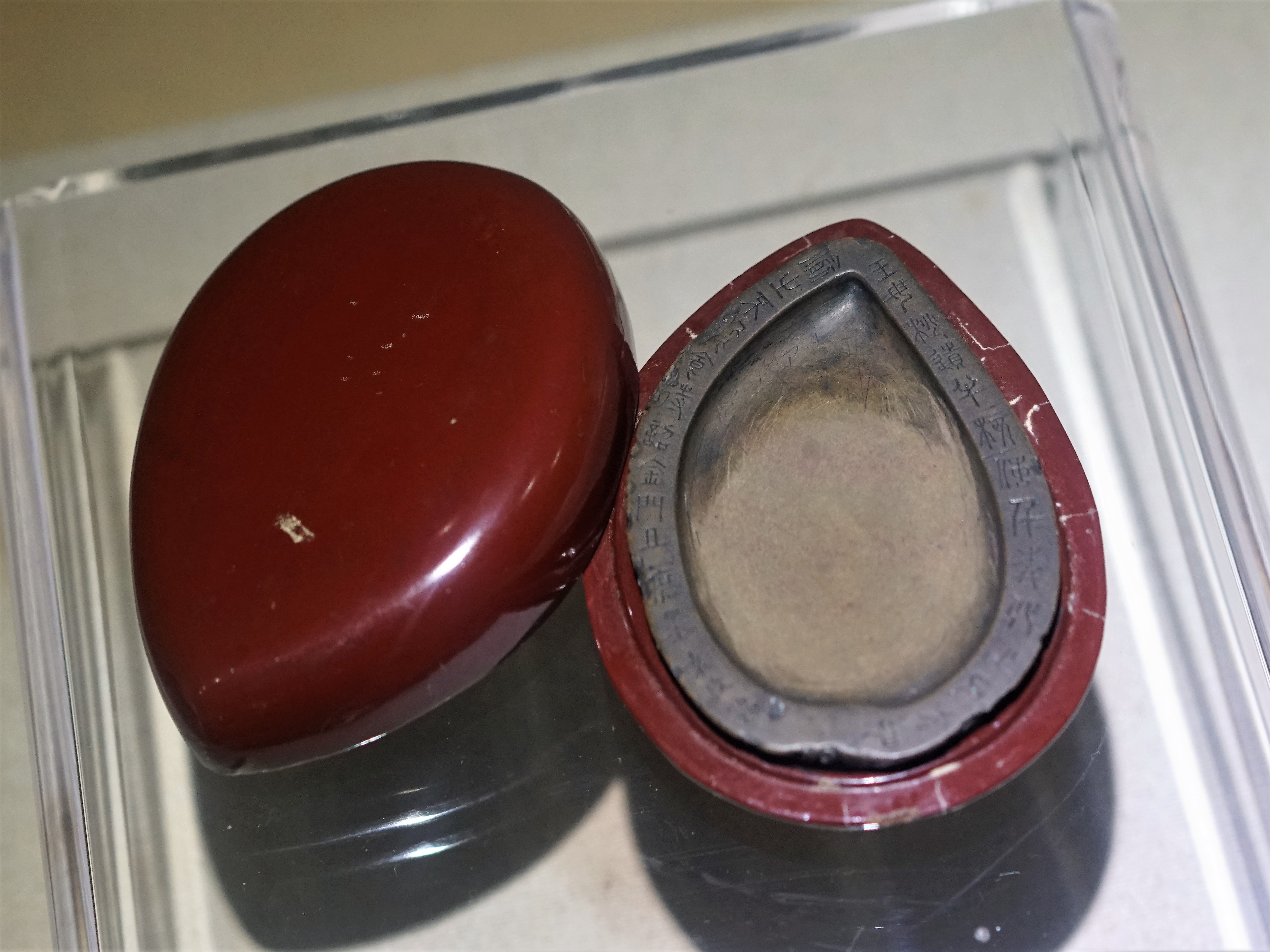
金代“泽州路家丹粉罗土澄泥砚记”铭砚，深圳望野博物館藏

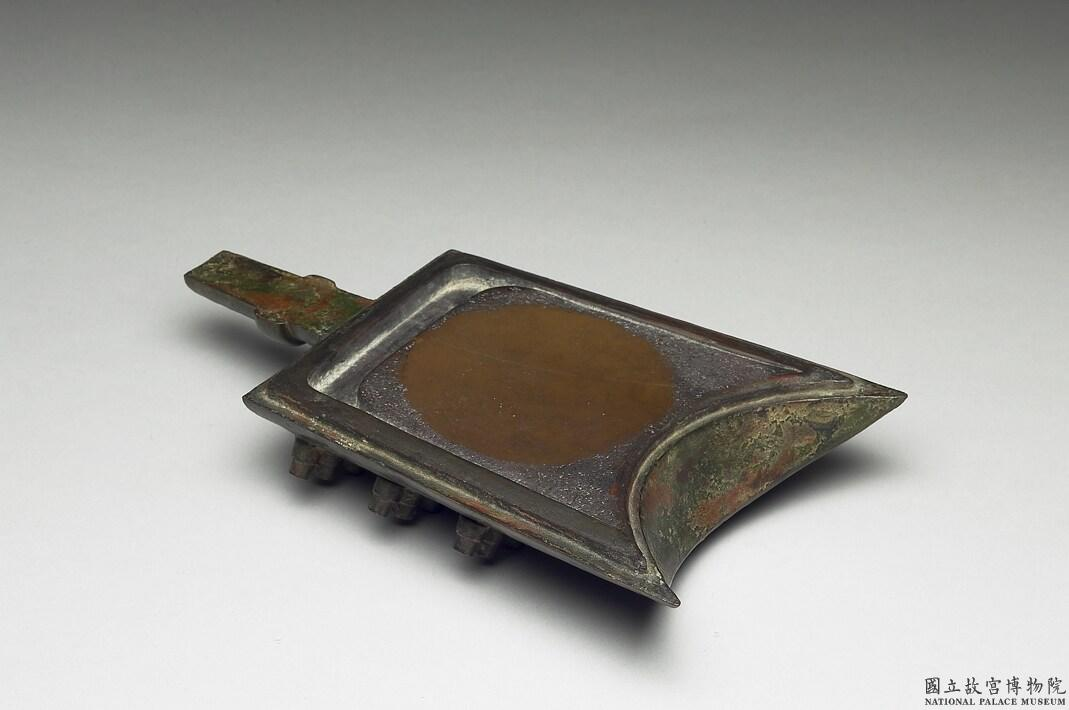
清代青銅鐘式嵌澄泥硯，藏于台北故宫博物院

澄泥砚是以澄洗的细泥作为原料加工烧制而成，故名澄泥砚，是中国四大名砚中唯一的泥砚（陶質硯）。中国山西省的新绛县（古称“绛州”）出产的澄泥砚尤佳。其质地细腻，犹如婴儿皮肤一般。由于原料来源不同、烧制时间不同，澄泥砚具有鳝鱼黄、蟹壳青、绿豆砂、玫瑰紫等不同颜色。
2008年6月澄泥砚列入国家级非物质文化遗产名录。